# Jacobaea samnitum
Jacobaea samnitum là một loài thực vật có hoa trong họ Cúc. Loài này được (Nyman) B.Nord. & Greuter mô tả khoa học đầu tiên năm 2006.